# Couronne du grand-duché de Bade
La couronne du grand-duché de Bade (en allemand : Großherzoglich badische Krone) est un insigne utilisé par les souverains du grand-duché de Bade à partir de 1811. Elle est aujourd'hui conservée au musée du Pays de Bade au château de Karlsruhe, l'ancienne demeure grand-ducale.

## Histoire
Très vite allié de la politique de Napoléon Bonaparte, le margrave Charles de Bade profite des avantages que lui octroie les victoires napoléoniennes. Ainsi, à la suite du recès d'Empire de 1803 (faisant suite au traité de Lunéville), il devient prince-électeur sur les trois dernières années d'existence du Saint-Empire et gagne le droit de séculariser les biens des domaines ecclésiastiques présent sur son territoire, notamment l'abbaye d'Allerheiligen. En 1806, il est l'un des signataires du traité de Paris qui crée la confédération du Rhin et lui attribue le titre de grand-duc de Bade.
Pour fêter son nouveau titre, le nouveau grand-duc commande en 1808 aux artisans de Karlsruhe une couronne, un sceptre et une épée cérémonielle pour représenter sa nouvelle dignité. Malheureusement pour lui, il meurt avant la finalisation des objets et leur fabrication est alors accélérée pour pouvoir les présenter lors des funérailles (ce qui peut expliquer l'utilisation de matériaux inhabituels dans une couronne, comme de l'acier ou du carton). Le sceptre et l'épée seront quant à eux réalisés en vitesse à partir d'une masse d'arme transylvanienne du XVIIe siècle et d'une épée de cérémonie utilisée par l'ancien prince-évêque de Spire (dont les biens avaient été sécularisés).
La couronne grand-ducale de Bade n'a jamais été portée par un monarque lors d'une quelconque cérémonie (ce qui était assez commun pour les couronnes de cette époque) mais, et c'est plus rare, elle n'a jamais été non plus représentée sur les portraits officiels des grands-ducs ni sur les armoiries du grand-duché (où ne figure qu'une couronne héraldique classique de grand-duc allemand). Elle ne possédait donc qu'un rôle symbolique lors des funérailles grand-ducales.
Aujourd'hui, la couronne peut être admirée parmi les collections du musée du Pays de Bade, abrité dans le château de Karlsruhe avec le sceptre, l'épée et d'autres objets rappelant l'ancienne splendeur du grand-duché.

Armoiries du grand-duché de Bade

## Description
D'une hauteur de 26 centimètres et d'un diamètre de 13,8 centimètres, la couronne grand-ducale est composée d'une structure métallique en acier et en carton ayant la forme d'un cercle sur laquelle huit arches sont posées. L'intérieur de la structure est recouvert d'un velours rouge pourpre, et l'extérieur de brocart d'argent ou de soie jaune rehaussée d'un grillage en fil d'or. Les pierres précieuses sont rattachées à la structure métallique comme des broches. Un orbe de verre bleu, surmonté d'une croix sertie de rubis et de diamants, est posé dans le creux des arches. L'orbe et la croix était déjà présents sur le chapeau de prince-électeur fabriqué lors la brève période électorale et sont tirés de richesses issues de la sécularisation.